# Orthosiphon pseudoaristatus
Orthosiphon pseudoaristatus là một loài thực vật có hoa trong họ Hoa môi. Loài này được Suddee mô tả khoa học đầu tiên năm 2005.